# 무역왕 최봉준
《무역왕 최봉준》은 1983년 1월 3일부터 1983년 3월 22일까지 방영된 문화방송 월화드라마로, 조선시대부터 현대에 이르기까지의 거부들의 일대기를 엮어 한국 근대자본이 어떻게 형성되었나를 살펴보는 거부실록 시리즈 중 다섯 번째이며 마지막 편이다.
이 드라마는 거상 최봉준의 일대기를 통해 조선조 말 국제무역의 양상과 근대 경제의 발달 과정을 그렸다. 최봉준은 일명 ‘꺼삐딴 최’라 불리었으며, 청국, 일본, 러시아를 상대로 당대 최고의 무역상이 되었고, 해조신문을 창간하기도 한 입지전적 기업가다.
한편, 전작 《이용익》이 종영되고 첫 방영일이 1982년 12월 20일이어야 하나 연말특집 방송으로 인해 1983년 1월 3일에 첫 방송되었다. 참고로, 1982년 12월 20일과 12월 21일에는 특별기획 〈세계경제 어디로 가고 있나〉가, 1982년 12월 27일과 12월 28일에는 송년 보도특집 〈민족활력에 불을 당기며〉가 각각 방송되었다.

## 등장 인물
- 이대근 : 최봉준 역
- 변희봉
- 김보연
- 추송웅
- 전양자
- 박영태
- 한인수
- 이대로
- 오승룡
- 박종관
- 이향
- 최삼
- 신국
- 나영
- 강인덕
- 나영진
- 이운우
- 김웅철
- 홍성선
- 이종환
- 이창환
- 신명철
- 김순용
- 박용근
- 김성학
- 맹상훈
- 양혜정

## 편성 변경
- 1983년 1월 10일 : 특집 〈새 한일시대의 개막〉 방송으로 순연되어 밤 10시 10분부터 방송
- 1983년 1월 17일 : 특집 〈자신과 가능성의 현장〉 방송으로 순연되어 밤 10시 40분부터 방송
- 1983년 1월 18일 : 특집 MBC 뉴스데스크로 인해 순연되어 밤 10시 10분부터 방송
- 1983년 1월 31일 : 특집 〈올해의 나라살림 - 경제기획원장관〉 방송으로 순연되어 밤 10시 20분부터 방송
- 1983년 2월 14일 ~ 2월 15일 : 특집 〈한국인 우리는 누구인가〉 방송으로 결방